# Craig Sword
Craig Sword Jr. (Montgomery, Alabama, 16 de enero de 1994) es un baloncestista estadounidense que actualmente se encuentra sin equipo. Con 1,91 metros de estatura, juega en la posición de escolta. 

## Trayectoria deportiva

### Universidad
Jugó cuatro temporadas con los Bulldogs de la Universidad Estatal de Mississippi, en las que promedió 12,1 puntos, 3,3 rebotes y 2,5 asistencias por partido. En su primera temporada fue incluido en el mejor quinteto freshman de la Southeastern Conference, mientras que en 2015 lo elegían los entrenadores de la conferencia en el segundo mejor quinteto absoluto.

#### Estadísticas
| Año     | Equipo            | PJ  | PT  | MPP  | %TC  | %3P  | %TL  | RPP | APP | ROB | TPP | PPP  |
| ------- | ----------------- | --- | --- | ---- | ---- | ---- | ---- | --- | --- | --- | --- | ---- |
| 2012–13 | Mississippi State | 32  | 30  | 26.7 | .405 | .194 | .554 | 2.9 | 2.3 | 1.7 | .4  | 10.5 |
| 2013–14 | Mississippi State | 32  | 32  | 28.1 | .485 | .273 | .620 | 3.8 | 2.8 | 1.9 | .5  | 13.7 |
| 2014–15 | Mississippi State | 28  | 22  | 24.8 | .451 | .360 | .701 | 2.8 | 1.7 | 1.0 | .4  | 11.3 |
| 2015–16 | Mississippi State | 31  | 31  | 29.2 | .451 | .232 | .676 | 3.9 | 3.0 | 1.3 | .9  | 13.0 |
| Total   | Total             | 123 | 115 | 27.3 | .449 | .263 | .635 | 3.3 | 2.5 | 1.5 | .6  | 12.1 |

### Profesional
Tras no ser elegido en el Draft de la NBA de 2016, el 25 de julio de ese año firmó su primer contrato profesional con el Wilki Morskie Szczecin de la liga polaca, donde hasta ser cortado en febrero de 2017 disputó 19 partidos, en los que promedió 4,3 puntos y 1,9 rebotes.
El 25 de octubre de 2017 firmó contrato con los Erie BayHawks de la G League, donde sólo pudo disputar tres partidos en su primera temporada, promediando 9,0 puntos y 4,7 rebotes.
El 28 de diciembre de 2021 firmó un contrato de 10 días con los Washington Wizards. Al término del mismo volvió a la disciplina de los Capital City Go-Go.
El 3 de abril de 2023, firma por los Spartans Distrito Capital de la Superliga Profesional de Baloncesto de Venezuela.
El 28 de mayo de 2024 firmó con los Tasmania JackJumpers de la NBL Australia para la temporada 2024-25. Los JackJumpers lo liberaron el 14 de diciembre de 2024, después de promediar 6,3 puntos en 15 partidos.

### Selección nacional
En septiembre de 2022 disputó con el combinado absoluto estadounidense el FIBA AmeriCup de 2022, ganando el bronce al ganar la final de consolación ante el combinado canadiense.

## Estadísticas de su carrera en la NBA

### Temporada regular
| Año     | Equipo     | PJ | PT | MPP | %TC  | %3P  | %TL  | RPP | APP | ROB | TPP | PPP |
| ------- | ---------- | -- | -- | --- | ---- | ---- | ---- | --- | --- | --- | --- | --- |
| 2021-22 | Washington | 3  | 0  | 6.3 | .750 | .000 | .000 | .0  | .3  | 1.3 | .0  | 2.0 |
| Total   | Total      | 3  | 0  | 6.3 | .750 | .000 | .000 | .0  | .3  | 1.3 | .0  | 2.0 |